# Mocímboa da Praia
Mocímboa da Praia ist eine mosambikanische Hafenstadt am Indischen Ozean.

## Geographie
Mocímboa da Praia liegt im Distrikt Mocímboa da Praia der Provinz Cabo Delgado, im äußersten Norden des Landes und ist die letzte größere Ortschaft vor der Grenze zu Tansania.

## Bevölkerung
Ein Großteil der etwa 30.000 Einwohnern gehört zu den Swahili.

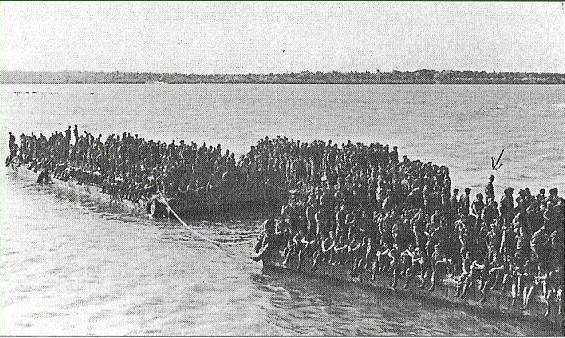
Ein Transport portugiesischer Truppen landet in Mocímboa da Praia (1968), Aufnahme aus dem Kolonialkrieg in Mosambik (1964 bis 1975)

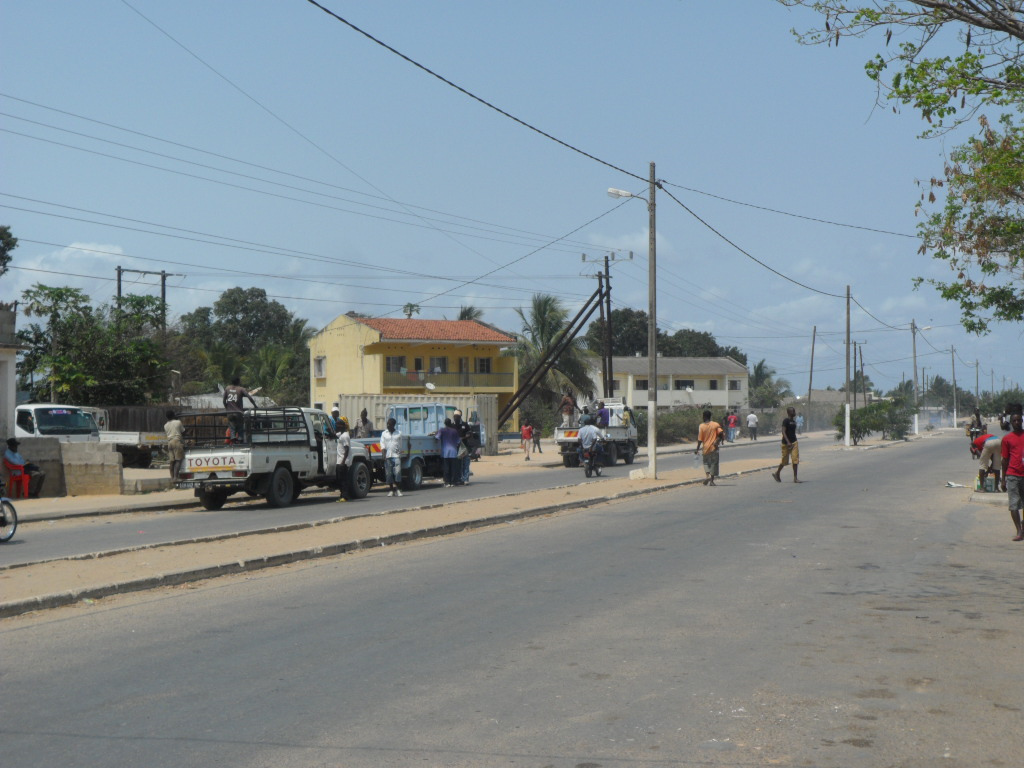
Straßenszene im Zentrum des Ortes (2013)

## Geschichte
Am 8. März 1959 wurde der Ort zur Kleinstadt (Vila) erhoben.
Im Sommer 2020 gelang es islamistischen Aufständischen die Kontrolle über die Stadt zu übernehmen. Im August 2021 wurde die Stadt mit Hilfe von Streitkräften aus Ruanda aus den Händen der islamistischen Milizen befreit.

## Wirtschaft und Infrastruktur
Der Flughafen Mocimboa Da Praia Airport verfügt über eine Landebahn von etwa 2000 Metern Länge.